# Citizenship (Amendment) Act, 2019
De Citizenship (Amendment) Act, 2019 werd aangenomen door het Parlement van India op 12 december 2019. Het is een amendement op de Citizenship Act van 1955. Daarbij voorziet ze een manier voor hindoes, sikhs, boeddhisten, jaïnisten, parsi's en christelijke religieuze minderheden die gevlucht zijn uit Pakistan, Bangladesh en Afghanistan vóór december 2014, om de Indische nationaliteit te verkrijgen. Moslims uit deze landen kregen dit recht niet. De wet was de eerste in India waarbij godsdienst gebruikt werd als een criterium voor burgerschap.
De hindoe-nationalistische Bharatiya Janata Party (BJP), die aan het hoofd staat van de Indische regering, had bij eerdere verkiezingen het Indisch burgerschap beloofd aan religieuze minderheden uit buurlanden. Het amendement verlaagde ook de eisen wat betreft verblijf van twaalf naar zes jaar voor naturalisatie van deze migranten. Volgens de gegevens van het Intelligence Bureau van India zullen er iets meer dan 30.000 mensen voordeel hebben van de wet.